# 謝爾蓋·魯馬斯
谢尔盖·尼古拉耶维奇·鲁马斯（羅馬化：Siarhiej Mikalajevič Rumas；1969年12月1日—），出生于戈梅利，是白俄罗斯政治家和经济学家，于2018年8月18日被任命为白俄罗斯总理。

## 个人生平
鲁马斯出生在戈梅利，但在20世纪70年代初，他的家人搬到了明斯克。他毕业于雅罗斯拉夫尔高等军事金融学院（1990年）和明斯克公共政治学院（1995年）20世纪90年代初，鲁马斯先后在白俄罗斯共和国国家银行担任多个部门和私人银行的负责人。 1995年，他成为白俄罗斯银行的区域主管，后来成为该银行董事会的第一任副主席。 2001年，罗马斯被授予经济学科学学位，他的论文题为“商业银行资源结构优化的方法”。 2005年，他领导了白俄罗斯另一家大型国有银行Belagroprombank
2010年，他被他的老熟人米哈伊尔·米亚斯科维奇领导成为新政府的副总理。在2011年金融危机期间，鲁马斯监督了结构改革计划的制定，该计划遭到总统亚历山大·卢卡申科及其顾问谢尔盖·特卡乔夫的批评。鲁马斯主张私有化，外国投资和取消国有企业的优惠贷款。2012年，亚历山大·卢卡申科任命他为白俄罗斯共和国开发银行的负责人。
鲁马斯于2018年8月18日被亚历山大·卢卡申科任命为总理。该法令对随后批准罗马斯在众议院任命有条款，但宪法规定了相反的程序。根据自由欧洲电台的说法，他的前任安德烈·科比亚科夫以同样的方式被任命。
鲁马斯也是白俄罗斯足球联合会的负责人。

## 动态
2018年10月12日（当地时间）下午，鲁马斯在塔吉克斯坦首都杜尚别会见了中华人民共和国国务院总理李克强。